# 2008-ban felfedezett nevezetes exobolygórendszerek listája
A 2008-ban felfedezett nevezetes exobolygórendszerek listája.

## HD 154345 b
A többi, jelenleg ismerthez képest rendkívül hosszú periódussal keringő bolygó, távolsága csillagától 4,19±0,26 CsE, keringési periódusa 9,15±0,26  év, ami nagyságrendileg a Jupiter adataihoz áll közel. Nem kizárt, hogy az a bolygórendszer, melyben kering, Naprendszerünkhöz hasonló.

## HAT–P–7 b

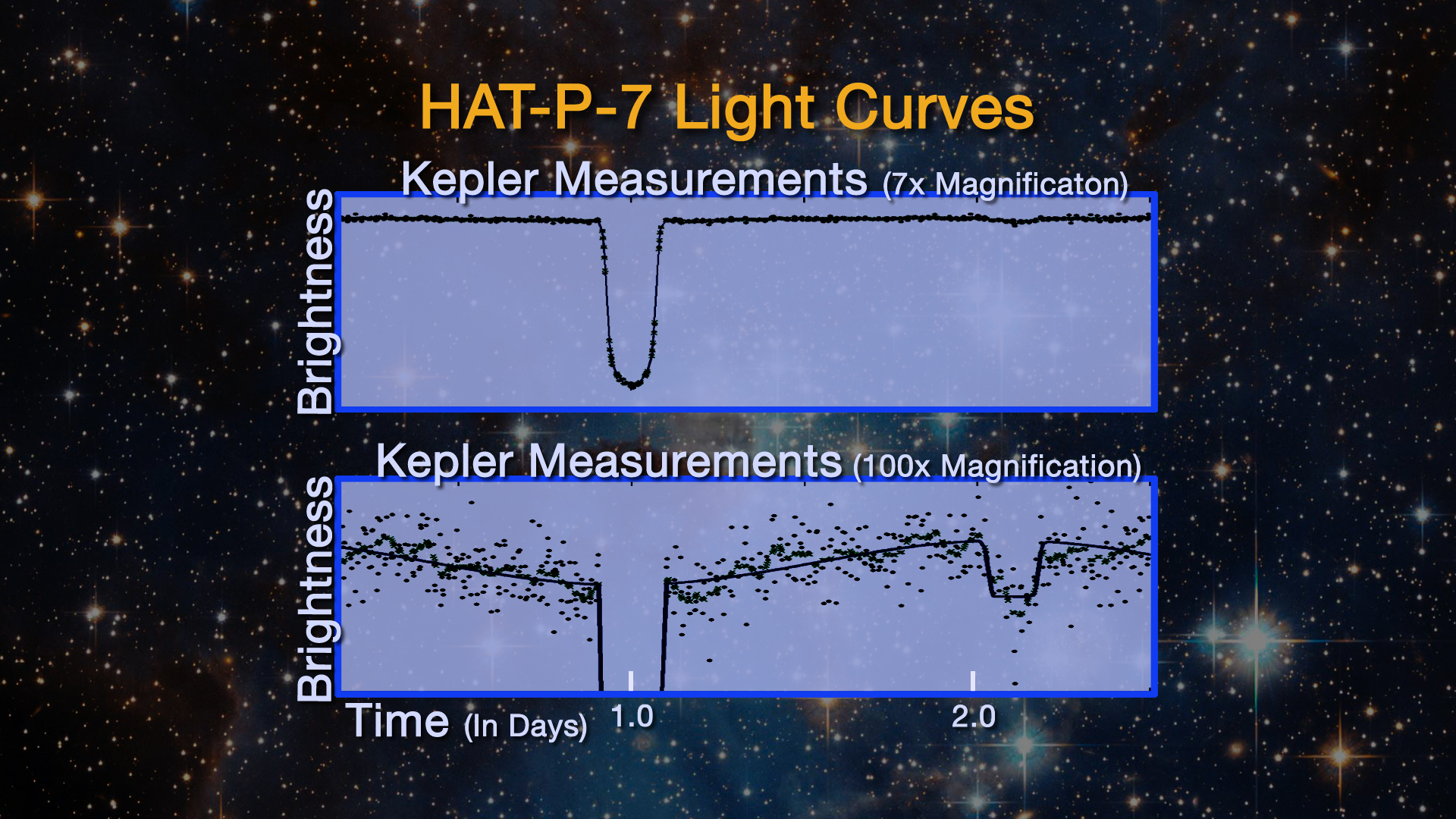
A HAT–P–7 bolygójának elsődleges és másodlagos fedéséből, valamint fázisának változásából eredő fényességváltozások diagramja

Nagyon forró jupiter, felszínén a hőmérséklet meghaladja a 2500 kelvint. F6 színképtípusú csillag körül kering, nagyon kis, 0,038 CsE sugarú pályán. A bolygó tömege 1,78-szorosa, sugara 1,36-szorosa a Jupiterének. A csillag a Kepler űrtávcső által vizsgált égterületen van.

## MOA-2007-BLG-192Lb
Gravitációs mikrolencse-hatás segítségével felfedezett bolygó, mely egy, a Naprendszerünktől megközelítőleg 3 000 fényév távolságra található alacsony tömegű csillag – esetleg barna törpe – körül kering. A bolygó az előzetes mérések alapján a Föld tömegének mindössze háromszorosa, a csillagtól pedig a Vénusznak megfelelő távolságra kering. Az eredetileg 3,3 földtömegűnek feltételezett bolygó tömegét a megfigyelésekre vonatkozó pontosított modellek miatt lejjebb szállították. A vörös törpe körül megközelítőleg a Nap-Vénusz távolságban keringő bolygó szerencsés esetben a lakható övezetbe esik.

## HD 40307 b,HD 40307 c,HD 40307 d
A HD 40307 csillag körül, az ESO La Silla Obszervatóriumának 3,6 méteres távcsövére szerelt HARPS spektrográffal, radiális sebesség-módszerrel felfedezett szuperföldek, tömegük rendre 4,2, 6,7, és 9,4 földtömeg, periódusuk 4,3, 9,6, és 20,4 nap. A kutatók bejelentése szerint 45, 30 földtömegnél könnyebb újabb exobolygó-jelöltjük van megfigyelés alatt.

## COROT–exo–4b
Naphoz hasonló csillag körül keringő bolygó. Jelenleg a leghosszabb periódussal (9,2 nap). Meglepő módon kötött tengelyforgású, azaz keringési és forgási periódusa megegyezik, mindig ugyanazt a felét mutatja a csillag felé.

## 1RXS J160929.1–210524 b
A Gemini North Observatory által a közeli infravörös tartományban, fényképezéssel fölfedezett, 8 Jupiter tömegű bolygó, mely fiatal, 5 millió éves, 500 fényévre lévő, Nap típusú, K7 színképtípusú csillagától meglehetősen távol, 330 CsE távolságra kering, az ilyen nagy távolság protoplanetáris korongból történő kialakulással viszonylag nehezen magyarázható, elképzelhető, hogy a bolygó a csillagokhoz hasonlóan, összehúzódással alakult ki. Felszíni hőmérséklete 1800 K. A felfedezés megerősítésére még várni kell, ilyen hosszú periódusú keringésnél ugyanis évekbe telik, amíg az égitest pályája pontosan számítható, és a keringés ténye (azaz, hogy nem egy távoli háttérobjektumról van szó) megerősíthető. A csillagászok szándékosan ilyen, viszonylag fiatal csillagok csoportosulásában kerestek exobolygókat (85 csillagot fényképeztek le), a fiatal csillagok bolygói ugyanis még nagyon forrók, és erősebben sugároznak.

## WASP–12 b
Új forró jupiter-rekorder: az eddig felfedezett legmelegebb exobolygó (2200 Celsius-fokos felszíni hőmérséklete magasabb néhány csillagénál), mely csillagához a legközelebb kering (0,02 CsE), naponta megkerülve azt. Tömege másfél jupitertömeg.

## Fomalhaut b

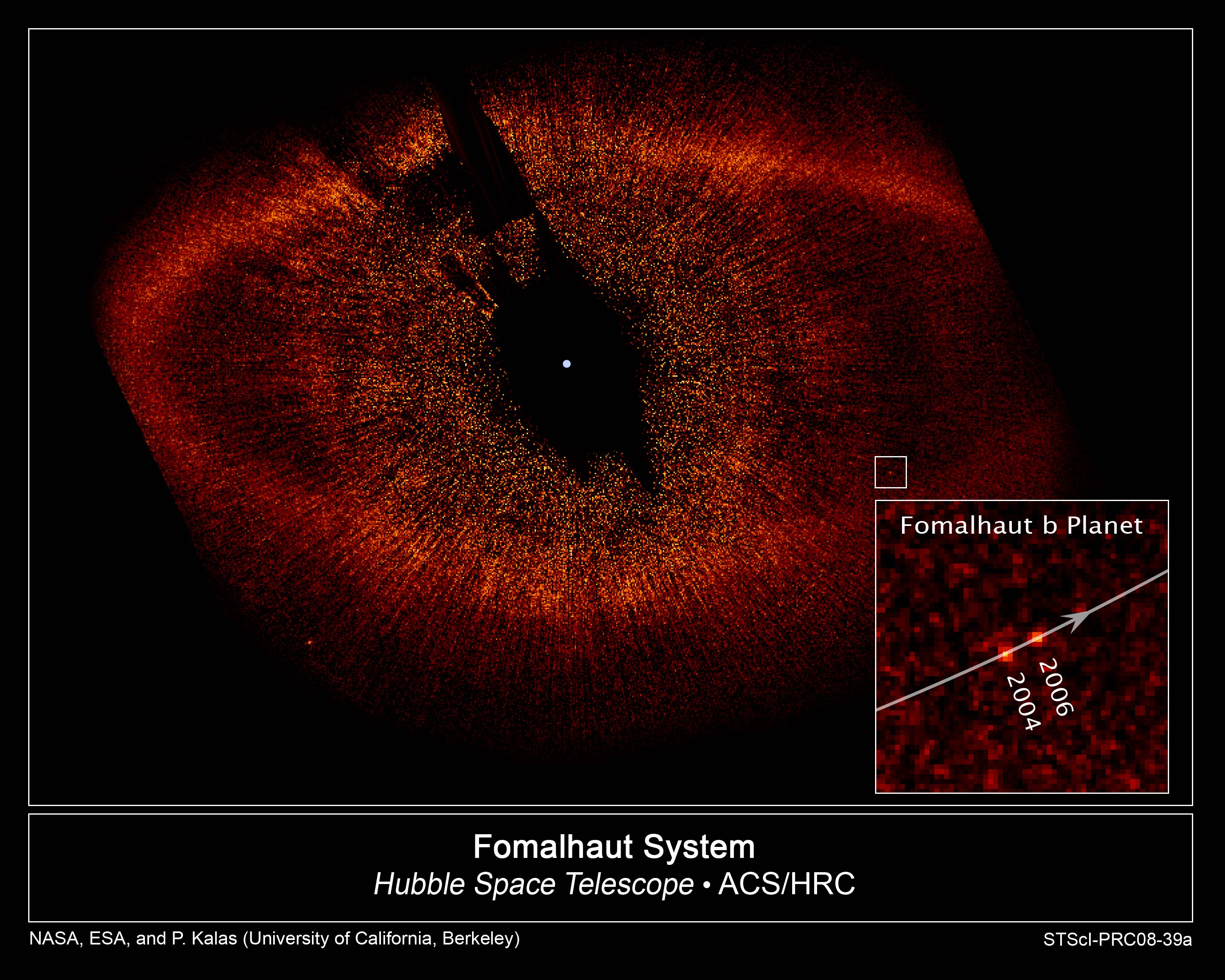
A Fomalhaut körüli törmelékkorong, benne a Fomalhaut b bolygóval, valamint a bolygó két év alatti elmozdulása

Az egyik első olyan rendszer, ahol nemcsak sikerült lefényképezni a bolygót, hanem kimutatták csillag körüli keringését is. Felfedezését együtt jelentették be a HR 8799 rendszerével. A 25 fényévre lévő α Piscis Austrini körül először az IRAS infravörös csillagászati műhold fedezett fel porkorongot, ezt később a Hubble űrtávcső is megörökítette, és a porkorong egyenetlen eloszlásából következtettek bolygók meglétére. A porkorongon belüli egyik folt az egymást két évvel követő felvételeken elmozdult, az elmozdulás mért mértéke megegyezik a bolygó tömegéből számíthatóval. A bolygó keringési periódusa 872 év, csillagtól való távolsága 119 CsE, becsült tömege 0,3-2 jupitertömeg között van. A két észlelés között fél magnitúdót halványodott

## HR 8799
A Keck és a Gemini távcsövek közeli infravörös felvételein a 140 fényévre lévő, másfél naptömegű A színképtípusú csillag körül három bolygót és elmozdulásukat örökítették meg. A bolygók távolsága csillaguktól 24, 37, és 67 CsE, tömegük rendre 10, 10 és 7 jupitertömeg. A legkülső bolygó egy törmelékkorong belső peremén kering. A felfedezést a Fomalhaut b felfedezésével együtt jelentették be.

## β Pictoris b

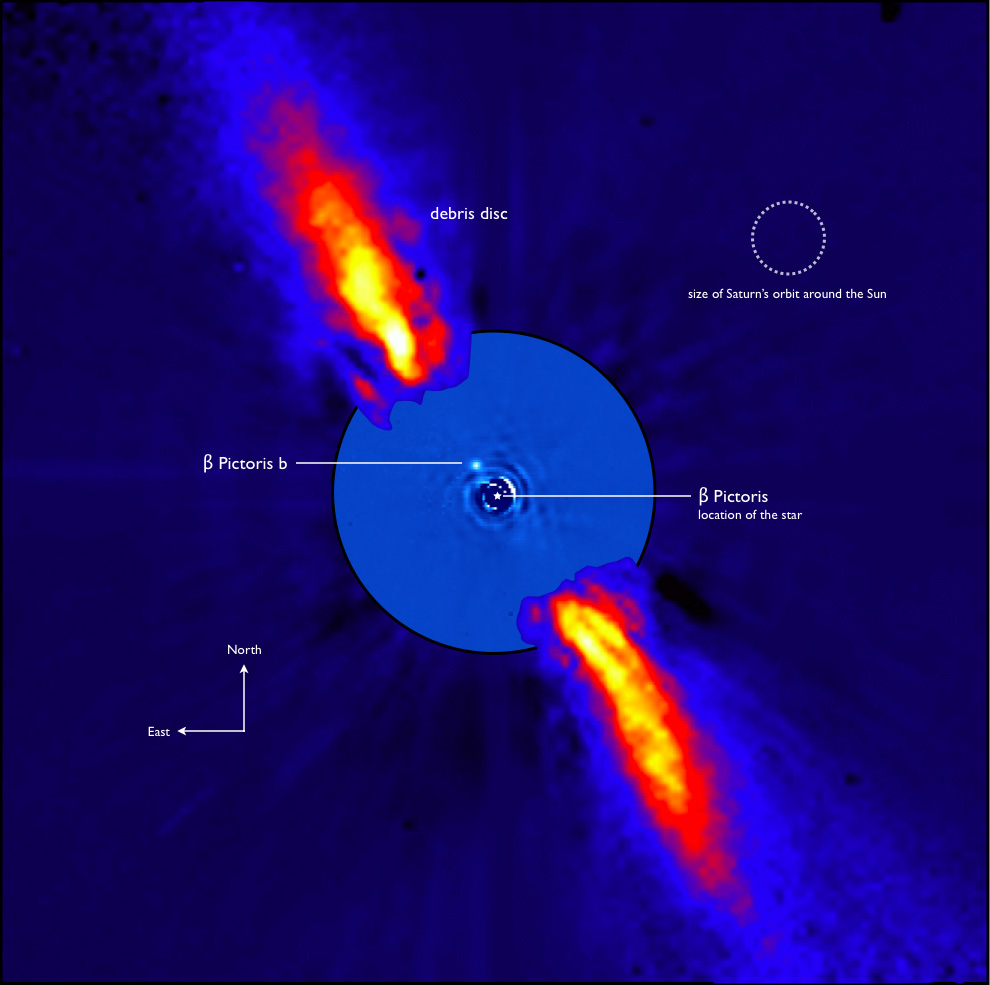
A β Pictoris b és a β Pictoris körüli porkorong

A β Pictoris csillag körül felfedezett, feltételezett exobolygó. A 2008 novemberében bejelentett felfedezés szerint a csillagtól 12 Csillagászati Egységre bolygójelöltet találtak, melynek tömege 8 jupitertömeg, és amelynek elhelyezkedése jól összecseng a csillag körül korábban felfedezett porkorongban talált anomáliákkal. A bolygót a 2003-ban készített felvételek számítógépes feldolgozásával találták. Feltételezett 16 éves keringési periódusa miatt 2008-ban észlelhetetlen, mert csillagához túl közel van.

## HAT–P–8 b
1,5 jupiter-tömegű és 1,5 jupiter-sugarú forró jupiter, mely 750 fényévre lévő, 3 milliárd évesre becsült, 6200 K hőmérsékletű és 1,3 naptömegű csillagát 3,07 naponta járja körbe (távolsága 0,049 CsE). A bolygó számított sűrűsége 0,57 g/cm³. Ezen az égterületen a 28 exobolygó-gyanúsnak talált égitestből egy ez az egy igazolhatóan exobolygó.